# Associated Press
The Associated Press, di cui fa parte APTN (The Associated Press Television News), è un'agenzia di stampa internazionale, con sede negli Stati Uniti d'America.

## Storia
Fondata nel 1846 a New York durante la presidenza di James Knox Polk, è oggi tra le maggiori agenzie del mondo e, assieme alla Reuters, la principale in lingua inglese.
L'Associated Press è una cooperativa di organi d'informazione (circa 1700 giornali e 5000 emittenti radiotelevisive), con 242 sedi che coprono oltre 120 paesi del mondo.
Dal 2001 al 2010, APCOM è stata l'agenzia partner per l'Italia.
Dal 28 novembre 2011 APTN (Associated Press Television News) è in collaborazione per immagini e video dagli esteri con il canale all news di Mediaset, TGcom24.
Il 26 agosto 2014 è stato firmato un accordo di partenariato quinquennale (2015-2020) tra Associated Press e ANSA per foto, testi e video.
Il 18 febbraio 2019 è stato firmato un accordo di partnership quinquennale, in vigore dal 1º gennaio 2020 al 31 dicembre 2026, tra Associated Press e LaPresse per foto, testi e video. L'intesa sancisce la distribuzione dei prodotti multimediali di Associated Press sui canali dell’agenzia LaPresse e viceversa.